# Distretto di Cuispes
Il distretto di Cuispes è un distretto del Perù nella provincia di Bongará (regione di Amazonas) con 782 abitanti al censimento 2007 dei quali 364 urbani e 418 rurali.
È stato istituito l'11 novembre 1944.